# Clann na Talmhan
Clann na Talmhan (en castellano Hijos de la Tierra) fue un partido político irlandés fundado en 1938 en Athenry (condado de Galway), con la ambición de dar voz en el Dáil Éireann de los granjeros irlandeses. Su ideario incluía la promoción de los pequeños agricultores, pidiendo al gobierno apoyo en las reclamaciones de tierras, deforestaciones intensivas y menor carga impositiva. Su fundador y jefe fue Michael Donnellan.
Se presentó por primera vez en las elecciones al Dáil Éireann de 1943, donde ganó 14 escaños, que se redujeron a 11 en 1944. Donnellan dimitió y fue sustituido por Joseph Blowick. Participó en el primer gobierno de coalición de 1948-1951, en el que Donnellan fue secretario parlamentario y Blowick ministro de tierras. Tras participar en el gobierno, perdió peso específico y votos, que fueron al Fine Gael y al Fianna Fáil, al tiempo que hicieron poco esfuerzo para ampliar su base militante más allá del sur y oeste del país. En las elecciones de 1961 sólo quedaban como diputados Donnellan y Browick. Cuando el primero murió en 1964, su hijo fue elegido diputado por el Fine Gael, y Blowick decidió no presentarse a las elecciones de 1965, liquidando así el partido.

## Resultados electorales
|  | 9,80 % |

|  | 10,10 % |

|  | 5,60 % |

|  | 2,90 % |

|  | 3,80 % |

|  | 2,40 % |

|  | 1,50 % |